# Pura Ramón Vizcarro
Pura Ramón Vizcarro (Benicarló, Baix Maestrat, 24 d'octubre de 1946 - c. 2003) fou una activista social i política valenciana.
Va nàixer el 24 d'octubre de 1946 a Benicarló (Baix Maestrat), de família llauradora i carlista: el seu pare, Bartolomé, va fer la guerra com a voluntari requeté i la seua mare, Pura, també provenia de família carlista. De sempre li van interessar el temes socials i polítics, de manera que en els anys seixanta va formar part de moviments cristians rurals de la Diòcesi de Tortosa (JARC). Per aquestos anys va prendre contacte amb jovens carlistes de les comarques de la capital de la Plana que nodrien la línia progressista del Partit Carlista del País Valencià, participant en cursos i activitats propagandístiques. Va formar un grup al seu poble que desenvolupava activitats en el terreny polític carlista i sindical, entre finals dels seixanta i primers setanta del segle xx, anys difícils per a tots.
Per aquell temps treballava en una empresa del ram químic del seu poble. L'any 1975, a través del seu company, un socialista retornat de l'emigració, va establir contacte amb el Partit Socialista Obrer Espanyol, assumint responsabilitats organitzatives i d'implantació del Partit a les comarques dels Ports, Alt i Baix Maestrat. L'any 1984 es va traslladar a València i treballa a l'àrea de Serveis Socials de l'Administració Autonòmica. Té un fill amb el seu company que va morir el 2003.